# Star Trek: Voyager
Star Trek: Voyager, nota nel fandom anche con l'acronimo VOY, è la quarta serie televisiva live action (la quinta, contando anche la serie animata) ambientata nell'universo fantascientifico di Star Trek. Narra le avventure dell'equipaggio dell'astronave della Federazione USS Voyager, perduta nel quarto e più remoto quadrante della galassia: il Quadrante Delta.
La serie televisiva è vincitrice di numerosi premi, tra cui ALMA Award, ASCAP Award, Primetime Emmy Awards, Guinnes World Record Award, Saturn Award, Satellite Award e Young Artist Award, alcuni dei quali andati alle protagoniste della serie Kate Mulgrew e Jeri Ryan.

## Trama

### Sinossi
L'astronave della Federazione USS Voyager NCC-74656, sotto il comando dal capitano Kathryn Janeway, viene inviata in missione nelle Badlands, una zona di spazio investita da una forma sconosciuta di energia, alla ricerca e cattura di un gruppo di Maquis, ribelli di confine che lottano contro i Cardassiani e non riconoscono i trattati di pace stipulati tra questi e la Federazione, capitanati dal capitano Chakotay.
Durante la missione, la Voyager e l'astronave Maquis vengono trascinate nel Quadrante Delta della Galassia, a più di 70 000 anni luce dalla Terra dal Custode, un'entità aliena che muore prima di poter rimandare indietro le due navi. I due equipaggi, quello dei Maquis e quello della Flotta Stellare, che hanno subito gravi perdite, devono unirsi per affrontare il viaggio per far ritorno nel Quadrante Alpha, che si stima possa durare anche più di 70 anni, unendosi in un unico equipaggio a bordo della Voyager, dove i Maquis vengono integrati vestendo l'uniforme della Flotta ma mantenendo il proprio grado Maquis.
La serie è così incentrata sul lungo viaggio di ritorno della Voyager, durante il quale incontra numerose specie aliene fino ad allora sconosciute alla Federazione, come ad esempio gli Ocampa e i Talassiani, due membri dei quali, Kes e Neelix, vengono presi a bordo della Voyager divenendo parte dell'equipaggio e aiutando il capitano Janeway a stringere accordi vantaggiosi con gli alieni del Quadrante Delta. La Voyager incontra un gran numero di specie ostili, quali soprattutto i Kazon, ma anche numerose specie amichevoli, riuscendo a farsi amici e alleati. A metà del viaggio, la Voyager è inoltre costretta ad allearsi con i Borg, per affrontare e sconfiggere il comune nemico rappresentato dalla Specie 8472, degli alieni estremamente ostili provenienti da un'altra dimensione. Grazie a questa alleanza viene presa a bordo la Borg Umana Sette di Nove, vero nome Hannika Hansen, assimilata dai Borg da bambina, che viene scollegata dalla Collettività e le viene rimossa la maggior parte della tecnologia Borg, così da farla ritornare Umana.
Alla fine, grazie ad alcuni espedienti, tra cui l'adozione della transcurvatura dei Borg, la Voyager riuscirà a far ritorno allo spazio della Federazione.

### Temi ricorrenti
Nelle prime stagioni la USS Voyager era spesso presentata come a corto di energia o di carburante, e alcune puntate ruotavano attorno alla necessità di procurarsi le risorse indispensabili per la sopravvivenza, e alla conseguente necessità di limitare l'accesso dell'equipaggio a tecnologie come i replicatori o il ponte ologrammi. Questo tipo di episodi e il richiamo a questo tema calarono già dalla metà della terza stagione, mentre la ricerca di alleati per sopravvivere agli attacchi di specie ostili fu una presenza più costante nella serie.
Nel corso delle prime stagioni furono anche frequenti gli episodi in cui la USS Voyager aveva l'occasione di ritornare al Quadrante Alfa, opportunità che veniva regolarmente frustrata. Anche questa tematica – presente ad esempio negli episodi della prima serie La cruna dell'ago e Fattori primari – tenderà a scomparire nel corso della serie, sostituita dall'eventualità per l'equipaggio di accorciare il viaggio, senza tuttavia mai avere la concreta possibilità di tornare a casa.
Più di una decina di puntate coinvolgono il viaggio nel tempo, a partire dai primi due episodi della serie dopo il pilot (Riflessi nel ghiaccio e Ancora una volta), per finire con l'ultimo episodio, Fine del gioco. In particolare, i due episodi Futuro anteriore e Relativity presentano un'organizzazione del XXIX secolo, affine alla Flotta Stellare ma il cui compito è controllare eventuali modifiche della linea temporale.

### Archi narrativi
Alcuni gruppi di episodi, all'interno della serie, sono legati strettamente l'uno all'altro, comprendendo anche la riproposizione di uno o più personaggi ricorrenti, tanto da potersi considerare dei veri e propri "cicli".
Nelle prime due stagioni un gruppo di episodi è centrato sugli attacchi alla Voyager da parte della specie ostile dei Kazon: questi sono aiutati da Seska, una cardassiana che, infiltratasi all'interno della nave di Chakotay, tradisce la nave federale quando comprende di non poter convincere Chakotay a prendere il comando con la forza. I Kazon saranno sconfitti in Sopravvivenza, il cliffhanger tra la seconda e la terza stagione.
I tre episodi Diritto di morte, Questioni di Q-ore e Q2 (rispettivamente seconda, terza e settima stagione) sono centrati sul personaggio di Q e sul Continuum Q.
A partire da Il patto dello scorpione, episodio in due parti tra la terza e la quarta stagione, vengono introdotti nella serie i Borg: nelle stagioni successive, i confronti tra loro e l'equipaggio continueranno nelle puntate doppie Frontiera oscura, Unimatrice zero e Fine del gioco, in cui compare anche la regina Borg.
Nelle ultime due stagioni, un gruppo di tre episodi (Pathfinder, La linea della vita, Il messaggero) coinvolge un progetto di ricerca avviato dalla Flotta Stellare sulla Terra per tentare di comunicare con la Voyager. In tali episodi compare come protagonista Reginald Barclay (interpretato da Dwight Schultz), personaggio ricorrente già comparso in The Next Generation, così come Deanna Troi (Marina Sirtis), personaggio fisso nel cast di The Next Generation.

## Episodi
| Stagione         | Episodi | Prima TV originale | Prima TV Italia |
| ---------------- | ------- | ------------------ | --------------- |
| Prima stagione   | 16      | 1995               | 1997-1998       |
| Seconda stagione | 26      | 1995-1996          | 1998-1999       |
| Terza stagione   | 26      | 1996-1997          | 1999-2000       |
| Quarta stagione  | 26      | 1997-1998          | 2000            |
| Quinta stagione  | 26      | 1998-1999          | 2003            |
| Sesta stagione   | 26      | 1999-2000          | 2003-2004       |
| Settima stagione | 26      | 2000-2001          | 2004            |

## Personaggi e interpreti
- Kathryn Janeway (stagioni 1-7), interpretata da Kate Mulgrew, doppiata da Daniela Nobili.[2]
È il capitano della nave, una donna dal carattere forte e autoritario, ma al contempo sensibile e protettiva (a volte addirittura "materna") nei riguardi dei suoi sottoposti. Sebbene si fossero già visti dei capitani donna in Star Trek,[N 1] è la prima volta che questo accade nella nave protagonista della serie. Inizialmente il ruolo di Janeway era stato affidato all'attrice canadese Geneviève Bujold (nota per Coma profondo) che rinunciò quasi subito perché ritenne il progetto troppo impegnativo.[3]
- Chakotay (stagioni 1-7), interpretato da Robert Beltran, doppiato da Fabrizio Temperini.[2]
È il primo ufficiale, un nativo americano, ex ufficiale della Flotta Stellare successivamente divenuto capitano maquis della nave seguendo la quale la Voyager si trova perduta nel Quadrante Delta. Chakotay difende tra i suoi maquis la decisione di unire i due equipaggi, spingendo gli ex ribelli a integrarsi (come nell'episodio Uno strappo alla regola).
- Tuvok (stagioni 1-7), interpretato da Tim Russ, doppiato da Maurizio Romano (stagione 1), Fabio Boccanera (stagioni 2-4) e Gianni Bersanetti (stagioni 5-7).[2]
È il capo della sicurezza, un Vulcaniano precedentemente infiltrato nella nave di Chakotay. Non rappresenta il punto di vista alieno di questa serie, dato che ormai i Vulcaniani sono diventati un popolo conosciuto e completamente integrato nella Federazione dei Pianeti Uniti. Restano comunque molte delle idiosincrasie che i Vulcaniani nutrono nei riguardi delle altre razze.
- Tom Paris (stagioni 1-7), interpretato da Robert Duncan McNeill, doppiato da Marco Bolognesi (stagione 1), Nanni Baldini (stagioni 2-4) e Teo Bellia (stagioni 5-7).[2]
È il timoniere, giovane e impulsivo; espulso dalla Flotta in seguito a un incidente, si era unito ai maquis di Chakotay ed era stato arrestato, finendo in carcere. Il capitano Janeway promette a Paris la libertà in cambio della sua guida nelle Badlands, dove era scomparsa la nave di Chakotay. È uno dei più abili programmatori del ponte ologrammi: molte sue creazioni vengono viste nel corso della serie, tra cui il bar di Sandrine, le avventure di capitan Proton e il villaggio irlandese di Fair Heaven.
- Harry Kim (stagioni 1-7), interpretato da Garrett Wang, doppiato da Alessio Cigliano.[2]
È il giovane ufficiale scientifico e addetto alle comunicazioni, alla sua prima missione (si è appena diplomato all'Accademia). È amico di Tom Paris, che ha conosciuto poco prima della partenza dalla stazione Deep Space Nine.
- B'Elanna Torres (stagioni 1-7), interpretata da Roxann Dawson, doppiata da Alessandra Cassioli.[2]
È il capo ingegnere, una donna con padre umano e madre Klingon; ex ribelle ai comandi di Chakotay, ha completato solo due anni di Accademia; nonostante questo dimostra la sua abilità al capitano Janeway nell'episodio immediatamente successivo al pilot, Riflessi nel ghiaccio, nel quale viene promossa. Non accetta completamente il proprio retaggio klingon a causa di alcune esperienze avute nell'infanzia; nelle ultime stagioni sviluppa una relazione con Tom Paris, che conduce al loro matrimonio.
- Il Dottore (stagioni 1-7), interpretato da Robert Picardo, doppiato da Franco Zucca.[2]
È un medico olografico di emergenza (una dotazione standard della Federazione) che viene attivato a seguito della morte del vero medico di bordo. Programmato per un funzionamento limitato, a seguito della sua lunga attivazione sviluppa nel corso della serie una vera e propria personalità autonoma, arrivando a dedicarsi all'opera lirica e alla scrittura di romanzi olografici[4], pur senza mai decidere di scegliersi un nome.[N 2]
- Neelix (stagioni 1-7), interpretato da Ethan Phillips, doppiato da Roberto Del Giudice.[2]
È un Talassiano, originario del Quadrante Delta, che si offre come guida e come cuoco della Voyager. Rappresenta la nota comica della serie.
- Kes (stagioni 1-3; ep. 4x01-4x02-6x23), interpretata da Jennifer Lien, doppiata da Barbara Berengo Gardin (stagione 1) e Stella Musy (stagioni 2-4).[2]
È un'Ocampa, originaria del Quadrante Delta, sensibile e intelligente, che nonostante la giovane età (la sua specie vive meno di nove anni) incoraggia il Dottore a sviluppare una propria personalità mentre esegue i suoi compiti da infermiera. Si unisce all'equipaggio della Voyager assieme a Neelix; lascia la serie all'inizio della quarta stagione.
- Sette di Nove, vero nome Annika Hansen (stagioni 4-7), interpretata da Jeri Ryan, doppiata da Monica Gravina.[2]
È un'umana, assimilata dai Borg durante l'infanzia, il cui ritorno a un'esistenza "normale" sarà molto lungo e travagliato. Sostituisce Kes: il cambiamento nel cast avvenne a seguito di un calo di ascolti della serie. Rivelandosi uno dei personaggi di maggiore successo nella serie, riuscì a risollevare le sorti dello show.

## Specie

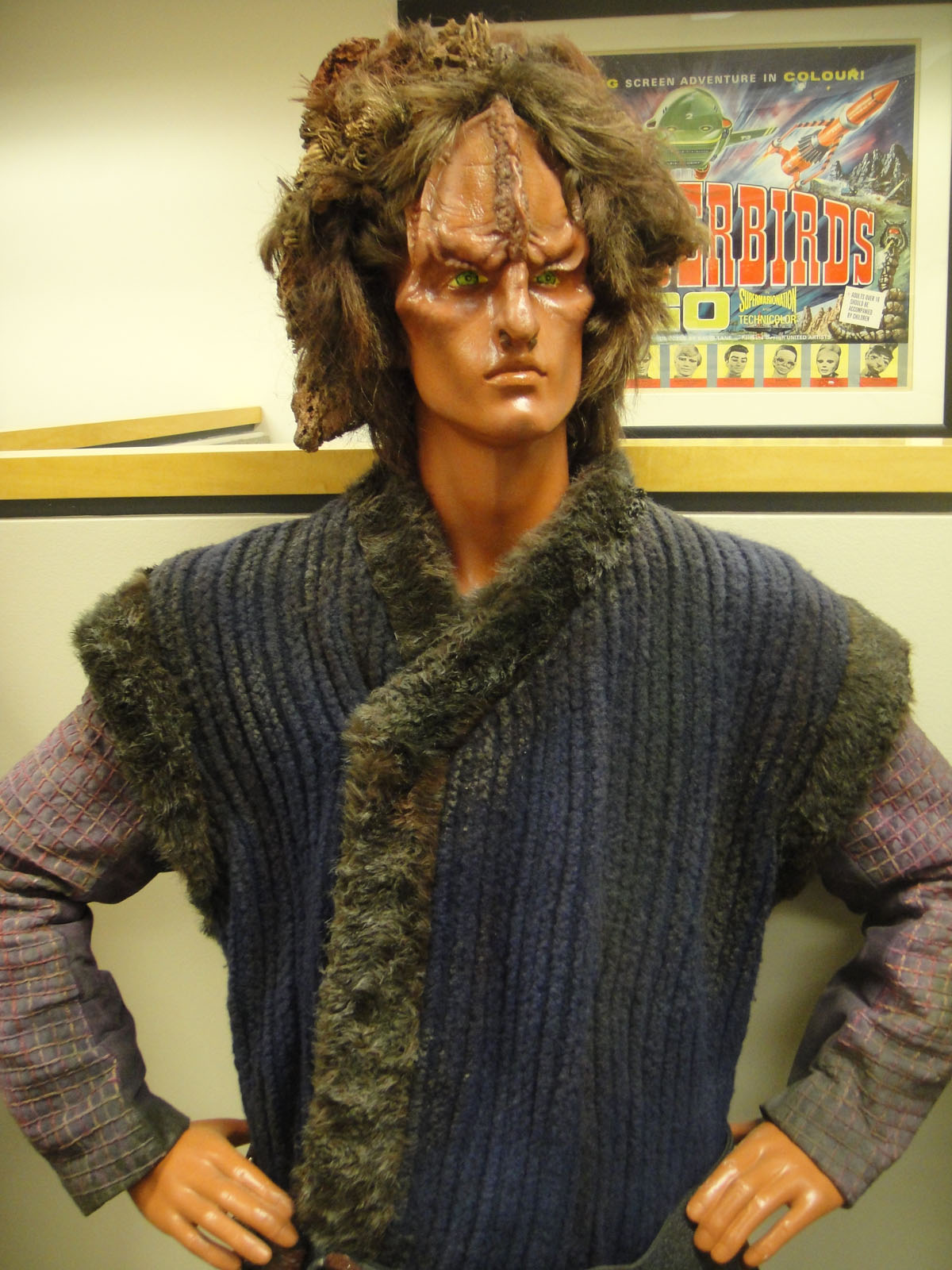
Manichino raffigurante un Kazon

Viaggiando nel, fino ad allora, inesplorato Quadrante Delta della Via Lattea, la USS Voyager incontra numerosissime nuove specie fino ad allora mai incontrate nelle precedenti serie televisive del franchise di Star Trek. Tra queste vi sono ad esempio i Kazon, specie guerriera suddivisa in una moltitudine di "tribù" in lotta tra loro; gli Hirogeni, una specie di "cacciatori", il cui unico scopo nella vita è la caccia di una preda, scelta tra altre specie senzienti; gli Ocampa, una specie dalla vita brevissima, cui appartiene il personaggio ricorrente di Kes; i Talassiani, specie cui appartiene l'altro personaggio ricorrente di Neelix; la Specie 8472, proveniente da un'altra dimensione, che minaccia di distruggere la galassia e per sconfiggere la quale la Voyager si allea con i Borg. Vi compaiono comunque anche altre specie già incontrate nelle precedenti serie di Star Trek, tra le quali, oltre ai Borg, i Vulcaniani, i Klingon, i Ferengi, i Bajoriani e i Cardassiani.

## Astronavi

L'astronave USS Voyager

Protagonista della serie televisiva è la USS Voyager NCC-74656, astronave della Flotta Stellare, seconda appartenente alla nuova classe di vascelli interstellari Intrepid. Rispetto alle altre grandi navi stellari della Flotta, come ad esempio la USS Enterprise, la Voyager è un'astronave di dimensioni contenute: solo 344 metri di lunghezza e solo 141 umanoidi come equipaggio. È comunque in grado di raggiungere una velocità di curvatura pari a 9,975, senza danneggiare il campo di distorsione spaziale circostante e mantenendo, nel contempo, un'alta manovrabilità.
Altra innovazione di questo tipo di astronavi è costituita dalla nuova tecnologia bio-neurale dei suoi circuiti interni. Questo sistema sostituisce i chip isolineari con delle "gelatine" neurali in grado di accedere contemporaneamente a 47 milioni di canali dati ed ha una potenza di calcolo transluminale di 575 trilioni di operazioni al nanosecondo. L'unità centrale opera in un intervallo di temperatura da 10 a 1790 K. Questi elementi organici sono, tuttavia, soggetti a danni da infezione biologica. La nave, sebbene rimanga comunque designata come vascello esplorativo, possiede armamenti pesanti composti da due lanciasiluri frontali e due posteriori, oltre a sette banchi phaser tipo IX. Durante il suo lungo e avventuroso viaggio nello strenuo tentativo di tornare nel quadrante Alfa, il vascello si arricchisce di inedita tecnologia aliena, soprattutto Borg, che ne accresce notevolmente caratteristiche e potenzialità.
Durante il suo viaggio nel Quadrante Delta, la USS Voyager incontra innumerevoli altre astronavi aliene fino a quel momento sconosciute alla Federazioni, a parte la tecnologia Borg, già nota alla Federazione e alla Flotta, ivi compresi il Cubo Borg, l'insolita astronave-alveare di cui fa uso la specie cyborg aliena.

## Produzione
Nel 1994 le avventure della serie The Next Generation sarebbero finite (dopo sette stagioni) e quindi Star Trek: Deep Space Nine era destinata a restare l'unica serie di Star Trek in televisione. Fu allora che la Paramount si domandò se sarebbe stato possibile replicare il successo di The Next Generation con una nuova serie ambientata su una nave stellare. Anziché navigare nello spazio federale, ormai fin troppo noto, questa nuova nave avrebbe esplorato uno spazio quasi del tutto sconosciuto, il Quadrante Delta.
Fu così che nacque la USS Voyager ("viaggiatrice", riprendendo anche il nome delle celebri sonde spaziali del programma Voyager, già citate fin dal primo film della saga cinematografica). Si poté così tornare a raccontare le avventure di un'astronave in missione nello spazio profondo, riprendendo lo spirito pionieristico della serie classica.

## Distribuzione

### Edizione italiana
L'edizione italiana ha visto l'alternarsi di tre diversi doppiaggi. Il doppiaggio della prima stagione è stato infatti curato dalla S.A.S. Società Attori Sincronizzatori, con la direzione del doppiaggio di Giancarlo Prete. Dalla seconda alla quarta stagione il doppiaggio è stato curato da LaBiBi.it, con la direzione del doppiaggio di Noemi Gifuni e Susanna Javicoli. Il doppiaggio dalla quinta alla settima stagione è stato infine curato ancora da LaBiBi.it, con la direzione del doppiaggio di Teo Bellia. Al doppiaggio italiano hanno inoltre collaborato Luisa Iori (st. 1), Alexander Mickovic (st. 1), Marco Cassili (st. 1), Luca Intoppa (st. 2-4), Gabriella Cordone (st. 2-7), Alberto Lisiero (st. 2-7) e Marcello Rossi (st. 5-7), dello Star Trek Italian Club.
Dalla prima alla quarta stagione, il doppiaggio è infatti stato eseguito per la trasmissione televisiva sui canali Rai. È stato terminato nel 2003/04 in occasione della pubblicazione dei cofanetti in DVD contenenti tutte le stagioni della serie televisiva. Il doppio episodio pilota Il guardiano (The Caretaker), inoltre, è stato doppiato dalla A.D.C. di Milano per l'edizione in VHS dello stesso prima della messa in onda della serie. Questo doppiaggio è stato effettuato da un gruppo di doppiatori differenti da quelli utilizzati per la trasmissione televisiva e per il cofanetto in DVD. In occasione della messa in onda della serie sui canali Rai, il titolo del doppio episodio pilota è cambiato in Dall'altra parte dell'universo e il doppiaggio è stato rifatto con un nuovo gruppo di doppiatori.

## Accoglienza
Voyager è stata giudicata la serie di Star Trek più equilibrata dal punto di vista del genere, con la prima protagonista femminile e con importanti personaggi secondari sempre femminili. Numerose recensioni hanno evidenziato la prevalenza di donne in ruoli di leadership e con competenze scientifiche, ma anche l'adesione della serie al binarismo di genere e all'eterosessualità.
In un articolo, lo scrittore Ian Grey ha affermato: «Era una rara serie di fantascienza non costruita attorno a un maschio alpha e, cosa più audace, [i produttori] non sembravano preoccuparsi di come i fan l'avrebbero accolta. Su Voyager l'autorità femminile era indiscussa; le donne trasmettevano potere sessuale senza vergogna e rabbia senza sensi di colpa. Ancor più di Buffy, che debuttò due anni dopo, fu lo show più femminista nella storia della TV americana».
Riguardo ai suoi anni sulla USS Voyager, Kate Mulgrew ha dichiarato: «La cosa migliore è stata semplicemente il privilegio e la sfida di poter essere il primo capitano donna, trascendendo gli stereotipi che conoscevo molto bene. Sono stata in grado di farlo di fronte a milioni di spettatori. È stata un'esperienza straordinaria la cui eco continua a risuonare».

## Opere derivate

### Videogiochi
- Voyager - videogioco per Windows 95 (1995)
- Star Trek: Voyager - Elite Force, regia di Brian Pelletier - videogioco per PlayStation, Windows, Mac OS (2000)
- Voyager - videogioco arcade (2010)

## Omaggi
- Nel 2015, l'astronauta Samantha Cristoforetti ha twittato dalla Stazione Spaziale Internazionale una citazione di Janeway dall'episodio La nebulosa: «C'è del caffè in quella nebulosa»[13]; la stazione stava ricevendo dei rifornimenti dalla navicella Dragon, che trasportava, fra le altre cose, una speciale macchina del caffè chiamata "ISSpresso".[14][15] L'astronauta indossava un'uniforme di Star Trek.[16]

## Riconoscimenti (parziale)
- ALMA Award
  - 2000 - Miglior interpretazione in una serie televisiva a Robert Beltran e Roxann Dawson[17][18]
- ASCAP Award
  - 1999 - Migliore serie televisiva
  - 2000 - Migliore serie televisiva
  - 2001 - Migliore serie televisiva[19]
- Guinnes World Record Award
  - 2016 - Franchise televisivo di maggior successo a George Takei e Gene Roddenberry (condiviso con altre serie del franchise)
- Primetime Emmy Award[20]
  - 1995 - Miglior tema musicale originale di una sigla a Jerry Goldsmith
  - 1995 - Migliori effetti speciali e visivi per una serie per l'espisodio Dall'altra parte dell'universo
  - 1996 - Miglior trucco per una serie per l'episodio Oltre il limite
  - 1997 - Miglior acconciatura per una serie per l'episodio Il prezzo dell'onestà
  - 1999 - Migliori effetti speciali e visivi per una serie per l'episodio Frontiera oscura
  - 2001 - Miglior composizione musicale per una serie TV a Jay Chattaway per l'episodio La fine del gioco[21][22]
  - 2001 - Migliori effetti speciali e visivi per una serie per l'episodio La fine del gioco[21][22]
  - 2001 - Candidatura alla miglior acconciatura per una serie a Josée Normand, Charlotte Parker e Gloria Montemayor per l'episodio La profezia
  - 2001 - Candidatura ai miglior costumi per una serie a Robert Blackman e Carol Kunz per l'episodio Nelle pieghe del tempo
  - 2001 - Candidatura al miglior trucco per una serie per l'episodio Il vuoto
  - 2001 - Candidatura alla miglior composizione musicale per una serie TV a Dennis McCarthy per l'episodio Forza lavoro (prima parte)
- Satellite Award
  - 1998 - Miglior attrice in una serie TV drammatica a Kate Mulgrew[23]
  - 1999 - Miglior attrice in una serie TV drammatica a Jeri Ryan[24]
- Saturn Award
  - 1998 - Miglior attrice in una serie televisiva a Kate Mulgrew[25]
  - 1998 - Candidatura alla miglior attrice in una serie televisiva a Jeri Ryan
  - 1998 - Candidatura alla miglior serie di un Network
  - 1999 - Candidatura alla miglior attrice in una serie televisiva a Jeri Ryan
  - 1999 - Candidatura alla miglior attrice in una serie televisiva a Kate Mulgrew
  - 1999 - Candidatura alla miglior serie di un Network
  - 2000 - Candidatura alla miglior attrice non protagonista in una serie televisiva a Jeri Ryan
  - 2000 - Candidatura al miglior attore non protagonista in una serie televisiva a Robert Picardo
  - 2000 - Candidatura alla miglior attrice in una serie televisiva a Kate Mulgrew
  - 2001 - Miglior attore non protagonista in una serie televisiva a Jeri Ryan[26][27]
  - 2001 - Candidatura alla miglior attrice in una serie televisiva a Kate Mulgrew
  - 2001 - Candidatura alla miglior serie di un Network
  - 2005 - Premio speciale alle serie televisive di Star Trek (condiviso con altre serie del franchise)
  - 2005 - Candidatura al miglior programma televisivo in DVD per le stagioni 1-7
- Young Artist Award
  - 1999 - Miglior interpretazione in una serie TV drammatica a Scarlett Pomers
  - 1999 - Miglior giovane attrice non protagonista a Scarlett Pomers[28]

### Annotazioni
1. ↑  Ad esempio in Star Trek IV: Rotta verso la Terra e negli episodi di The Next Generation Cospirazione e L'Enterprise del passato
2. ↑  Solo nel penultimo episodio (stagione 7, episodio 25, Fine del gioco) si scopre che il Dottore ha scelto di chiamarsi Joe: In una delle prime sequenze dell'episodio, si presenta infatti al party di commemorazione insieme a una giovanissima moglie umana (in carne e ossa, quindi non olografica) sposata due settimane prima. Nel presentarla all'amico Tom Paris la moglie stessa lo chiama "Joe". Confessa così a Tom che il nome era necessario per contrarre matrimonio e di aver quindi scelto banalmente "Joe".

### Fonti
1. ↑   Frequently Asked Question, su Star Trek Italian Club. URL consultato l'8 marzo 2022.
2. 1 2 3 4 5 6 7 8 9 10 11 12 13 14 15 16 17 18 19 20   Star Trek: Voyager, su Il mondo dei doppiatori, AntonioGenna.net. URL consultato il 20 aprile 2023.
3. ↑  (EN) Andy Meisler, Real 'Star Trek' Drama: Enlisting New Skipper, in The New York Times, 15 settembre 1994. URL consultato il 6 febbraio 2019.
4. ↑   Brannon Braga (soggetto), Phyllis Strong e Mike Sussman (sceneggiatura), Star Trek: Voyager: episodio 7x20, L'autore, l'autore! [Author, Author], UPN, 18 aprile 2001.
5. ↑   Ronald Wilkerson e Jean Louise Matthias, Star Trek: Voyager: episodio 1x16, Uno strappo alla regola [Learning Curve].
6. ↑  (EN) Jarrah Hodge, How Does Your Favorite Star Trek Series Fare on the Bechdel Test?, su TheMarySue.com, 1º settembre 2014. URL consultato il 5 luglio 2023.
7. ↑  (EN) Robin A. Roberts, Science, Race, and Gender in Star Trek: Voyager, in Fantasy Girls: Gender in the New Universe of Science Fiction and Fantasy Television, Rowman & Littlefield Publishers, 30 maggio 2000, ISBN 978-0-7425-7969-9. URL consultato il 5 luglio 2023.
8. ↑  (EN) Debra Bonita Shaw, Sex and the Single Starship Captain: Compulsory Heterosexuality and ‘Star Trek: Voyager’, in Femspec, vol. 7, n. 1, 2006,  pp. 66-85, 200162531. URL consultato il 5 luglio 2023.
9. ↑  (EN) Aviva Dove-Viebahn, Embodying Hybridity, (En)gendering Community: Captain Janeway and the Enactment of a Feminist Heterotopia on ‘Star Trek: Voyager’ (abstract), in Women's Studies, vol. 36, n. 8, 19 novembre 2007,  pp. 597-618, DOI:10.1080/00497870701683894, ISSN 0049-7878 (WC · ACNP). URL consultato il 5 luglio 2023.
10. ↑  (EN) David Greven, Gender and Sexuality in Star Trek: Allegories of Desire in the Television Series and Films, McFarland, 10 gennaio 2014, ISBN 978-0-7864-5458-7. URL consultato il 5 luglio 2023.
11. ↑  (EN) Ian Grey, Now, "Voyager": in praise of the Trekkiest "Trek" of all, su RogerEbert.com, 11 giugno 2013. URL consultato il 5 luglio 2023.
12. ↑   Ian Spelling, Deep Space Five!, in Star Trek Magazine, n. 1, settembre/ottobre 2006,  p. 27.
13. ↑  (EN) Samantha Cristoforetti [@AstroSamantha], "There's coffee in that nebula"... ehm, I mean... in that #Dragon. (Tweet), su X, 17 aprile 2015.
14. ↑   Un caffè da AstroSamantha: il primo espresso italiano nello spazio, su Corriere.it, 15 maggio 2015. URL consultato il 5 luglio 2023.
15. ↑  (EN) Alessandra Potenza, Astronaut Samantha Cristoforetti on tweeting from space and brewing the first zero-g espresso, su The Verge, 14 maggio 2015. URL consultato il 5 luglio 2023.
16. ↑  (EN) Olivia B. Waxman, This Astronaut Brought a 'Star Trek' Uniform to the Final Frontier, in Time, 20 aprile 2015. URL consultato il 5 luglio 2023.
17. ↑  (EN) Dispatch: Dawson and Beltran Honored, Present at ALMA's, su StarTrek.com, 26 aprile 2001. URL consultato il 6 luglio 2023 (archiviato dall'url originale il 19 luglio 2001).
18. ↑  (EN) National Council Of La Raza Announces Nominees for Sixth Annual ALMA Awards, su American Latino Media Arts Awards, 5 aprile 2001. URL consultato il 6 luglio 2023 (archiviato dall'url originale il 13 ottobre 2001).
19. ↑  (EN) Dispatch: Voyager Composers Score with ASCAP Honor, su StarTrek.com, 24 aprile 2001. URL consultato il 6 luglio 2023 (archiviato dall'url originale il 14 luglio 2001).
20. ↑  (EN) Dispatch: Voyager For Emmy Consideration, su StarTrek.com, 6 agosto 2001. URL consultato il 6 luglio 2023 (archiviato dall'url originale il 27 settembre 2001).
21. 1 2  (EN) Dispatch: Star Trek: Voyager Reaps Eight Emmy Nominations, su StarTrek.com, 12 luglio 2001. URL consultato il 6 luglio 2023 (archiviato dall'url originale il 6 ottobre 2001).
22. 1 2  (EN) Dispatch: "Endgame" Earns Emmys for Visual Effects, Music, su StarTrek.com, 10 settembre 2001. URL consultato il 6 luglio 2023 (archiviato dall'url originale il 6 ottobre 2001).
23. ↑  (EN) 1998 2nd Annual Satellite Awards, su International Press Academy. URL consultato il 7 luglio 2023 (archiviato dall'url originale il 3 aprile 2008).
24. ↑  (EN) 1999 3rd Annual Satellite Awards, su International Press Academy. URL consultato il 7 luglio 2023 (archiviato dall'url originale l'11 novembre 2011).
25. ↑  (EN) Past Saturn Awards, su The Academy of Science Fiction & Horror Films. URL consultato il 6 luglio 2023 (archiviato dall'url originale il 7 febbraio 2008).
26. ↑  (EN) Dispatch: Voyager, Mulgrew, Ryan Assimilate Saturn Noms, su StarTrek.com, 4 aprile 2001. URL consultato il 6 luglio 2023 (archiviato dall'url originale il 13 luglio 2001).
27. ↑  (EN) Dispatch: Saturn Awards Can't Resist Ryan, su StarTrek.com, 13 giugno 2001. URL consultato il 6 luglio 2023 (archiviato dall'url originale il 27 settembre 2001).
28. ↑  (EN) The 20th Annual Youth in Film Awards, su Young Artists Awards. URL consultato il 7 luglio 2023 (archiviato dall'url originale il 30 aprile 2001).